# Dodsland
Dodsland est un village canadien située dans la province de la Saskatchewan.

## Situation
Province de la Saskatchewan.

## Démographie
| 2001 | 2006 | 2011 | 2016 |
| ---- | ---- | ---- | ---- |
| 211  | 207  | 212  | 215  |